# Erich Röhn
Erich Röhn   (Groß Leuthen, 16 d'abril de 1910 - Hamburg, 7 d'agost de 1985) fou un violinista i director de concert alemany.
Va estudiar amb Gustav Havemann al Conservatori de Berlín i es va unir a l'Orquestra Filharmònica de Berlín el 1934 com a concertista. A partir de 1945, per invitació de Hans Schmidt-Isselstett, es va convertir en el primer concertista de l'Orquestra Simfònica de Radiodifusió d'Alemanya del Nord a Hamburg. També era bo tocant música de cambra, formant un trio amb Conrad Hansen i Arthur Troester i participant al Quartet de Corda d'Hamburg com a primer violí.
Va morir a Hamburg.

## Enregistraments (llista no exhaustiva)
- Violin Concerto; Coriolan Overture 1989, Ludwig van Beethoven, Berliner Philharmoniker dirigida Wilhelm Furtwängler (violí) Erich Röhn.
- Erich Röhn, Reinhard Wolf, Arthur Troester – Serenade Für Streichtrio Nr. 2. de Ludwig van Beethoven.ç
- Aurèle Nicolet, Helmut Winschermann, Adolf Drescher & Erich Röhn - Obras de Mozart i Schubert
- Concert per a violí. L. Beethoven - Orquestra Filharmònica de Berlín, Director Wilhelm Furtwängler (violí) Erich Röhn
- Beethoven, R. Strauss - Wilhelm Furtwängler dirigint la Filharmònica de Berlín, Erich Röhn (violí) - Últim concert a la "Philharmonie" 9/12 de gener de 1944: Concert per a violí en re / Sinfonia Domestica
- R. Strauss - Erich Röhn (violí), Orquestra Filharmònica de Berlín, Director Wilhelm Furtwängler* - Simfonia Domestica, op. 53
- Conrad Hansen, Erich Röhn, Arthur Troester – Klaviertrio Es-Dur, Op. 100 de Franz Schubert.
- Romances per a violí nº. 1 i 2. de L. v. Beethoven. Münchner Philharmoniker dirigida per Ferdinand Leitner, (violí) Erich Rohn.
- Tzigane, (M. Ravel), Rondo In A Major For Violin And Strings (F. Schubert); Hamburg Philharmonic Orchestra dirigida per Walter Martín (violí) Erich Röhn.[4]